# Татарська Ніна Федосіївна
Ніна Федосіївна Татарська (нар. 28 травня 1938, місто Красноуфімськ Свердловської області, тепер Російська Федерація) — українська радянська діячка, лікар Ялтинського санаторію «Піонер» Кримської області. Депутат Верховної Ради УРСР 11-го скликання.

## Біографія
Народилася в родині службовця. У 1955 році закінчила середню школу.
У 1955—1961 роках — студентка педіатричного відділення Свердловського державного медичного інституту РРФСР.
У 1961—1966 роках — лікар-педіатр Тюменського обласного протитуберкульозного диспансеру в місті Тюмені РРФСР.
З 1966 року — лікар-фтізіатр санаторію «Піонер» селища Сімеїз Ялтинської міської ради Кримської області.
Потім — на пенсії в місті Ялті Автономної Республіки Крим.

## Нагороди
- ордени
- медалі
- заслужений лікар Української РСР